# Waco (Nebraska)
Waco – wieś w Stanach Zjednoczonych, w stanie Nebraska, w hrabstwie York.